# Alexander Iljitsch Lisjukow
Alexander Iljitsch Lisjukow (russisch Александр Ильич Лизюков; * 26. März 1900 in Gomel; † 23. Juli (oder 25. Juli) 1942 beim Dorf Medweschje, Bezirk Semiluki, Oblast Woronesch) war ein sowjetischer Generalmajor, der im Zweiten Weltkrieg zum Held der Sowjetunion und Befehlshaber der 5. Panzerarmee aufstieg.

## Leben
Lisjukow wurde 1900 als Sohn des Lehrers und späteren Direktors der Dorfschule von Nisimkowitschi, Ilja Ustinowitsch Lisjukow geboren. Seine Mutter starb frühzeitig 1909 nach der Geburt ihres jüngsten Sohnes Pjotr. Neben Pjotr gab es noch den älteren Bruder Jewgeni, die Familie lebte in der Troizkaja-Straße in der Nähe des Zentralmarktes von Gomel. 1918 beendete er das Gymnasium in seiner Vaterstadt und trat am 7. April 1919 freiwillig in die Rote Armee ein.

### Frühe Militärkarriere
Im November 1919 absolvierte er in Smolensk einen Artilleriekurs und wurde zum Posten des Kommandanten des Artilleriezuges der 58. Schützendivision (bei der 12. Armee der Südwestfront) berufen. Er kämpfte gegen die weißen Truppen unter General Anton Denikin und des Hetmans Symon Petljura. Im Juli 1920 wurde er Kommandeur des 11. Batterie der 7. Schützendivision und im September 1920 wurde Chef der Artillerie des Panzerzug 56 ernannt. Er nahm an den Kämpfen gegen die polnischen Truppen während des Polnisch-Sowjetischen Krieges (1919–1921) in der ehemaligen Provinz von Kiew und an der Unterdrückung des Aufstands von Tambow teil. Im September 1921 wurde er nach Leningrad geschickt, um bis September 1923 an der Höheren Panzertruppenschule zu studieren. Von September 1923 war er stellvertretender Kommandeur des Panzerzuges 12, dann der gepanzerten Züge 164 und 24. Im September 1924 trat er in die Frunse-Militärakademie ein, die er im Juli 1927 abschloss.
Nach dem Abschluss der Akademie hielt er bis September 1928 Lehrgänge in Leningrad. Danach war er bis Dezember 1929 Assistent der Truppenschule für die gepanzerte Waffen, dann fungierte er als Lehrer für die Taktik an der Fakultät der militärtechnischen Akademie. Seit Dezember 1931 arbeitete in der Abteilung für militär-technische Propaganda im Hauptquartier der Roten Armee und als stellvertretender Chef der 1. Sektion des Chefs für Rüstung und Bewaffnung. Er setzte dann den aktiven Militärdienst in verschiedenen Kommandoposten fort. Im Januar 1933 wurde er zum Kommandeur eines Panzerbataillon der 3. Schützendivision in Naro-Fominsk bestellt. Ab Juni 1934 bildete und kommandierte er ein eigenes schweres Panzerregiment bei der 6. Schützendivision in Sluzk und wurde am 17. Februar 1936 zum Oberst befördert. Für den Erfolg seines Kampftraining wurde dem Brigadekommandeur Lisjukow erstmals der Leninorden verliehen. Im Herbst 1935 wurde er mit einer Delegation von Militärbeobachtern nach Frankreich geschickt.
Am 8. Februar 1938 wurde er von einer Sonderabteilung des Leningrader NKWD unter dem Verdacht der Beteiligung an einer anti-sowjetischen Militärverschwörung zusammen mit dem ehemaligen Leiters gepanzerten Automobile der Roten Armee, Innokenti Chalepski verhaftet, aus der Partei ausgeschlossen und aus den Reihen der Roten Armee entlassen.  Fast 22 Monate, davon 17 Monate in Einzelhaft, verbrachte er im Gefängnis, wurde aber am 3. Dezember 1939 nach einem Urteil des Militärtribunals freigesprochen. Anfang 1940 wurde er als Dozent an der Militärakademie für Mechanisierung und Motorisierung in der Roten Armee rehabilitiert.

### Im Zweiten Weltkrieg
Im März 1941 war er zum stellvertretender Kommandeur der 36. Panzerdivision des Westlichen Militärbezirks bestellt. Am 21. Juni 1941 wurde Oberst Lisjukow, der gerade in Moskau auf Urlaub war, zum Chef einer mechanisierten Brigade der 36. Panzerdivision ernannt. Am 24. Juni, dem dritten Tag des deutschen Angriffes, wurde er zum stellvertretenden Kommandeur des 17. mechanischen Korps ernannt und reiste nach Baranowitschi ab. Vor der Übernahme dieses Kommandos wurde er bereits am 26. Juni zur Verteidigung von Borissow eingesetzt. Am 8. Juli wurde er zum Stabschef der Stadtverteidigung von Borissow an der Beresina bestellt. Nach der Verwundung von Jakow Kreiser übernahm er das Kommando über die zweite Formation der 1. motorisierte Schützendivision, die entlang des Flusses Wop nordöstlich der Stadt Jarzewo einen Brückenkopf hielt. Während der Kesselschlacht bei Smolensk verteidigte er den Dnepr-Abschnitt zwischen Solowjowo und Ratschino und versuchte, den Rückzug für die umzingelte 16. Armee offen zuhalten. Auch sein 16-jähriger Sohn Jurji nahm an diesen Kämpfen teil. Per Dekret des Obersten Sowjets der UdSSR vom 5. August 1941 wurde er mit dem Titel Held der Sowjetunion geehrt und erhielt einen weiteren Lenin-Orden. Für die heroische Verteidigung wurde seine Einheit am 21. September 1941 in 1. Garde-motorisierte Schützendivision umbenannt. Lisjukows Truppen nahmen an den Abwehrkämpfen der Schlacht um Moskau im Raum westlich von Naro-Fominsk teil.
Am 27. November 1941 wurde er zum stellvertretender Kommandeur der neu formierten 20. Armee (General Andrei Wlassow) bestellt. Teile der Anfang Dezember zum Gegenangriff übergegangenen Armee (35. Schützendivision und 31. Panzerbrigade) konnten am 12. Dezember unter dem Kommando Lisjukows im Zusammenwirken mit der 55. Schützendivision Solnetschnogorsk freikämpfen.
Am 31. Dezember wurde Oberst Lisjukow zum Kommandeur der 2. Garde-Schützenkorps ernannt und erreichte am 10. Januar 1942 den Rang eines Generalmajors. Das 2. Garde-Schützenkorps konzentrierte sich in der Gegend der Waldaihöhen in der Region Kalinin bei der Nordwestfront. Aufgabe der übergeordneten 11. Armee war es, in Richtung Solzy vorzubrechen und zusammen mit der 1. Stoßarmee das Gebiet von Pskow zu erreichen. Die Operation begann gleichzeitig mit der Einkreisung deutsche Truppen im Raum Demjansk.
Mitte April 1942 erhielt er den Befehl, das neue 2. Panzerkorps nordwestlich von Jefremow zu organisieren. Nach der Entscheidung des Oberkommandos wurde das 2. Panzerkorps zur Formation der neuen 5. Panzerarmee herangezogen. Im Juni 1942 wurde er zum Befehlshaber der im Abschnitt der Brjansker Front im Südwesten von Jelez konzentrierten 5. Panzerarmee ernannt. Am 6. Juli begann diese Armee, nordwestlich von Woronesch in die Kämpfe gegen die Armeegruppe von Weichs einzugreifen. Die Kämpfe gegen die in Verteidigung übergegangenen deutschen Truppen führten am 14. und 15. Juli zum Misserfolg. Am 17. Juli wurde die gescheiterte 5. Panzerarmee von der Stawka aufgelöst, General Lisjukow wurde für das Scheitern verantwortlich gemacht und zum Kommandeur des 2. Panzerkorps zurückgestuft. In der Nacht des 23. Juli wurde er zum Gefechtsstand der Brjansker Front (General Nikandr Tschibissow) gerufen, um gegen bei Luchino durchgebrochene deutsche Kräfte sofort einen Gegenangriff anzusetzen. Lisjukow fiel an der Spitze der 148. Panzer-Brigade am Westufer des Don bei hartnäckigen Kämpfen. Neue Forschungen legen seinen Tod erst am 25. Juli 1942 in der Nähe des Dorfes Medweschje im Semiluki-Distrikt fest. Die genauen Umstände des Todes des Generals sind noch immer nicht geklärt. Lisjukows Leiche wurde ins Hinterland gebracht und angeblich von seinen Kameraden auf dem Friedhof des Dorfes Bolschoje Wereika beigesetzt. Im Jahr 2008 wurden dann Überreste des Generals im Massengrab in der Nähe des Dorfes Lebjaschje gefunden. Auf Bitte von Verwandten wurde diese Überreste am 7. Mai 2009 in den Ehrenplatz nach Woronesch umgebettet. Im Jahr 2010 wurde ein Obelisk in der Nähe des Denkmals der Ehre zu Ehren des 110. Jahrestages der Geburt des Generals eröffnet.

### Auszeichnungen
- Medaille „20 Jahre Rote Armee“ (1938)
- 2 Leninorden (1936 und 1941)
- Medaille Goldener Stern Nr. 531
- Orden des Roten Banners (posthum)